# Natewasilkesstjärt
Natewasilkesstjärt (Lamprolia klinesmithi) är en nyligen urskild fågelart som förekommer i Fiji.

## Utseende och läten
Natewasilkesstjärten är en mycket liten (10 cm), flugsnapparliknande fågel med kort stjärt och långa vingar. Utseendet är omisskännligt: djupt sammetssvart (på huvud, nacke, strupe och bröst metalliskt blåglänsande) med silkesvitt på övergumpen och större delen av stjärten. Lätet består av högljudda visslingar, drillar samt låga och raspigt gnissliga ljud.
Den är mycket lik taveunisilkesstjärten och behandlades tidigare som underart till denna. Natewasilkesstjärten är dock tydligt mindre, med större och plattare blåglänsande fjädrar på hjässa och bröst.

## Utbredning och systematik
Natewasilkesstjärten förekommer endast på ön Vanua Levu i nordvästra Fiji. Den behandlades tidigare som en underart av Lamprolia victoriae, som tillsammans kallades för enbart silkesstjärt, och vissa gör det fortfarande.
Silkesstjärtarna i Lamprolia är närmast släkt med papuasilkesstjärten (Chaetorhynchus papuensis), tidigare kallad dvärgdrongo och behandlad som en del av familjen drongor, samt den akut hotade sangihesilkesstjärten (Eutrichomyias rowleyi), fram tills nyligen ansedd som en monark (Monarchidae). Tillsammans utgör de en systergrupp till resten av arterna i familjen solfjäderstjärtar. Det har dock föreslagits att de bör urskiljas till en egen familj, Lamproliidae.

## Status
Natewasilkesstjärten har ett mycket begränsat utbredningsområde. Den tros också minska i antal till följd av habitatförlust och degradering. Arten kategoriseras av internationella naturvårdsunionen IUCN som sårbar. Världspopulationen uppskattas till mellan 3000 och 5000 vuxna individer.